# Поцелованная огнём
«Поцелованная огнём» (англ. Kissed by Fire) — пятый эпизод третьего сезона фэнтезийного сериала канала HBO «Игра престолов» и 25-й во всём сериале. Режиссёром стал Алекс Грейвз, а сценарий к эпизоду написал Брайан Когман. Премьера состоялась 28 апреля 2013 года. Название эпизода — фраза, употреблённая Игритт: так Одичалые называют рыжеволосых людей, таких как она сама.
Эпизод выиграл премию «Эмми» за лучший грим в сериале на 65-й церемонии вручения премии.

## Сюжет

### На Драконьем камне
Королеву Селису Баратеон (Тара Фицджеральд) навещает её муж, король Станнис (Стивен Диллэйн), который признаётся в своей неверности к ней. Однако ей об этом уже рассказала Мелисандра, а сама она ничего не имеет против этого поступка, который служит Владыке света. Затем Станнис навещает свою дочь, принцессу Ширен Баратеон (Керри Инграм). Когда она спрашивает о битве и о сире Давосе (Лиам Каннингем), Станнис говорит ей, что Давоса посадили в темницу за измену. Позже Ширен тайком проникает в подземелье, чтобы навестить Давоса, принеся ему книгу. Но Давос признаётся, что он неграмотный. Она учит его чтению, используя книгу о завоеваниях Эйгоном I Вестероса.

### В Речных Землях
Торос (Пол Кэй) вместе с Братством молится перед началом поединка между Бериком Дондаррионом (Ричард Дормер) и Псом Сандором Клиганом (Рори Макканн). Дондаррион зажигает свой меч огнём, пугая Пса, страдающего пирофобией. Тем не менее, Пёс побеждает Дондарриона и убивает его. Когда Арья (Мэйси Уильямс) вскочила и бросилась на Пса, чтобы убить его, её останавливает Джендри (Джо Демпси). Все трое с изумлением увидели, что Торос воскресил Дондарриона, который отпускает Пса, признав, что поединок был справедливым. Джендри ремонтирует доспехи Дондарриона, и говорит Арье, что он намерен остаться с Братством и работать у них кузнецом. После ухода от Джендри, Арья разговаривает с Торосом о перевозке её в Риверран, прежде чем Дондаррион присоединяется к ним. Торос говорит Арье, что Владыка света возвращал Дондарриона к жизни шесть раз.

### В Риверране
Пленённые Мартин и Уиллем Ланнистеры убиты лордом Рикардом Карстарком (Джон Стал) и его людьми. Король Робб (Ричард Мэдден) приказывает арестовать лорда Карстарка и запереть его в подземелье, а его помощников — повесить. После приказа Робба убить Карстарка за измену, королева Талиса Старк (Уна Чаплин), леди Кейтилин Старк (Мишель Фэйрли) и лорд Эдмур Талли (Тобайас Мензис) умоляют не казнить лорда, а держать его в качестве заключённого, тогда Робб сможет удержать верных Карстарку людей. Однако Робб отклоняет их просьбы и лично казнит Карстарка.
Возмущённые гибелью своего лидера, силы Карстарков покидают Северную Армию. Робб пытается выстроить новую стратегию, чтобы продолжить войну против Ланнистеров. Робб говорит Талисе, что новый план заключается в атаке на Утёс Кастерли, дом Ланнистеров. И чтобы восполнить силы после ухода Карстарков, он намерен создать союз с лордом Уолдером Фреем, который управляет Близнецами и на чьей дочери он обещал жениться в обмен на разрешение его армии пересечь мост, чтобы спасти отца Робба, Эддарда.

### В Харренхоле
Локк (Ноа Тейлор) доставляет пленных Джейме (Николай Костер-Вальдау) и Бриенну (Гвендолин Кристи) в Харренхол, лорду Русе Болтону (Майкл Макэлхаттон). Болтон в ярости от того, что Локк и его люди покалечили ценного заложника, затем он освобождает Бриенну и приказывает своим людям, чтобы они отвели Джейме на осмотр к Квиберну (Антон Лессер), лишённому цепи мейстеру. Квиберн лечит то, что осталось от правого запястья Джейме и по просьбе Джейме делает это без обезболивающего. Джейме привели в баню, где Бриенна уже принимает ванну. Джейме рассказывает ей о Восстании Роберта, «Безумном Короле» Эйрисе Таргариене и о замысле Безумного Короля сжечь всю Королевскую Гавань, который приказал тайно заложить заряды дикого огня по всему городу. Джейме говорит, что он убил Безумного Короля, чтобы спасти город, его людей и жизнь его собственного отца.

### За Стеной
Орелл выпытывает информацию о патрулях Стены у Джона (Кит Харингтон). Джон говорит, что Стену охраняют тысяча человек, а Тормунд (Кристофер Хивью) угрожает убить его, если он солгал. Игритт (Роуз Лесли) с мечом Джона вынуждает его гнаться за ней и увлекает его в пещеру. В пещере она убеждает Джона нарушить клятвы Ночного Дозора и соблазняет его.

### В Заливе работорговцев
Во время марша сир Джорах Мормонт (Иэн Глен) и сир Барристан Селми (Иэн Макэлхинни) обсуждают осаду Пайка во время первого мятежа Бейлона Грейджоя, его выступления против короны. Джорах пытается выяснить причины, по которым Барристан присоединился к Дейенерис. Он пытается узнать, известно ли Барристану, что Джорах присоединился к Дейенерис, будучи шпионом Вариса, по приказу короля Роберта Баратеона и Малого Совета. Джорах узнает, что Барристан не служил Малому совету Роберта и, по-видимому, не подозревает о его тайне.
Дейенерис (Эмилия Кларк) собирает офицеров её армии Безупречных. Офицеры выбрали своим командиром Серого Червя (Джейкоб Андерсон). Дейнерис говорит им, что они могут вернуть свои собственные имена или выбрать новые, но Серый Червь говорит ей, что он сохранит своё нынешнее имя, так как это имя он носил, когда она освободила Безупречных.

### В Королевской Гавани
Королева Серсея (Лина Хиди) просит у лорда Бейлиша (Эйдан Гиллен) помощи в избавлении Королевской Гавани от Тиреллов. Леди Санса (Софи Тёрнер) и леди Маргери (Натали Дормер) наблюдают за тем, как сир Лорас (Финн Джонс) тренируется в бою на мечах, а после сир Лорас и его сквайр, Оливер (Уилл Тюдор), занимаются сексом. Лорас не подозревает, что Оливер является шпионом лорда Бейлиша и сообщает ему о планах женитьбы Лораса на Сансе. Бейлиш встречается с Сансой, чтобы обсудить его отъезд в Долину, но она говорит ему, что хочет остаться в Королевской Гавани.
Тирион (Питер Динклэйдж) назначает встречу с леди Оленной (Дайана Ригг) относительно роста стоимости предстоящей королевской свадьбы. Леди Оленна согласна оплатить половину свадьбы, о чём Тирион сообщает своему отцу, Тайвину (Чарльз Дэнс). Тайвин говорит Тириону, что узнал о планах Тиреллов выдать Сансу замуж за Лораса и намерен опередить их, женив Тириона на Сансе. Тирион протестует, но безрезультатно. Серсея злорадствует по этому поводу, но Тайвин говорит ей, что и она скоро выйдет замуж за сира Лораса.

## Производство

### Сценарий

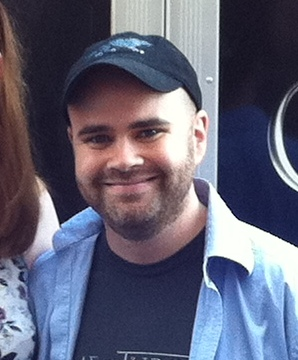
Ветеран сериала Брайан Когман написал сценарий к эпизоду, своему третьему эпизоду в сериале.

«Поцелованная огнём» это третий эпизод, сценарий к которому написал сопродюсер и исполнительный редактор сюжетов Брайан Когман, после серии «Калеки, бастарды и сломанные вещи» в первом сезоне и серии «То, что мертво, умереть не может» во втором сезоне. Когман является членом команды сценаристов, на которого возложено хранение библии шоу и сопоставление дуг историй с оригинальными историями из книг для каждого сезона.
Разделы из романа Джорджа Р. Р. Мартина «Буря мечей», адаптированные в эпизод, включают части глав 20, 21, 27, 32, 35, 38 и 40 (Тирион III, Кейтилин III, Джон III, Джейме IV, Арья VI, Джейме V и Арья VII).
Сцены с женой и дочерью Станниса были написаны для того, чтобы представить персонажей, чьё представление было отложено в шоу с начала второго сезона. Идея о том, что королева Селиса законсервировала плоды её мертворождённых детей в стекло, отсутствовавшая в оригинальных романах, дала понять, что Когман придумал её пока он писал сценарий к эпизоду.
Когману понравилось то, что эпизод, который ему поручили написать, включал несколько любимых фанатами сцен, и привлёк большое количество материала с детьми-актёрами: «Дети всегда были моими любимыми персонажами, про которых я пишу… Возможно потому что мне нравятся актёры, которые их играют, и я наблюдал за тем, как они растут в течение последних четырёх лет.» Он написал все сцены с Арьей прежде, чем написать оставшиеся сюжетные линии.
Изначально эпизод не включал ни одной сцены с Дейенерис, но в раннем пре-продакшне некоторые сцены, изначально написанные Дэвидом Бениоффом и Д. Б. Уайссом для следующего эпизода, были вписаны в сценарий. Конфликт между Джоном Сноу и Ореллом был написан и включён Бениоффом и Уайссом в течение позднего производства.
Брайан Когман намеревался ввести в серию появляющегося ещё в романе Битва королей шута Ширен Баратеон Пестряка, однако в итоге убрал его из оригинального сценария из-за нежелания ошеломить незнакомую с книгами аудиторию многочисленными персонажами в сюжетной линии Станниса. Взамен в серии Ширен поёт песню, основанную на шутках и песнях Пестряка, которые можно трактовать как отсылки к случившимся и ещё не случившимся событиям. Также из-за отсутствия этого персонажа была усилена личная связь принцессы и Давоса Сиворта.

### Кастинг
Эпизод впервые представляет семью Станниса с актрисами Тарой Фицджеральд и Керри Инграм в ролях королевы Селисы Баратеон и принцессы Ширен Баратеон соответственно. Селиса кратко появилась в первой серии второго сезона во время сжигания богов на пляже Драконьего камня, где её сыграла неуказанная в титрах сподручная актриса. Джейкоб Андерсон также дебютирует в роли Серого Червя, командующего Безупречных.

### Места съёмок
Большая часть эпизода была снята на декорациях, построенных на студиях The Paint Hall в Белфасте. Также в Северной Ирландии, пещеру Поллнаголлум, в лесу Белмор, использовали чтобы снять части убежища Братства, и сады замка Госфорд послужили в качестве внешнего вида Риверрана, где лорда Карстарка обезглавили.
Сцены с Дейенерис были сняты в Марокко, а сцены с Джоном в Исландии. Лагерь одичалых был построен у берегов озера Миватн, с его характерными вертикальными чётко видными лавовыми образованиями. Ближайшим гротом, где Игритт и Джон занимались сексом, стала пещера Грьётагья; однако, пещеру в основном использовали для создания кадра Джона Сноу и Игритт в пещере, а большая часть сцены была снята на студии. Бассейн с термальной водой был использован для купания и является популярным аттракционом для туристов.
Наконец, появляются два натурных хорватских вида в эпизоде: разговор между Серсеей и Мизинцем происходит на внутренней террасе форта Ловриеняц, а поздний визит Мизинца к Сансе был снят в Дендрарии Трстено.

## Реакция

### Рейтинги
«Поцелованная огнём» установила новую отметку для сериала, собрав 5.35 миллионов зрителей во время первого вещания.

### Реакция критиков
«Поцелованная огнём» получила положительные отзывы от критиков во время первого вещания, особенно похвалив Николая Костер-Вальдау за его исполнение. На сайте Rotten Tomatoes, эпизод получил рейтинг 100 %, на основе 21 положительного отзыва. Мэтт Фоулер из IGN дал оценку 9.5/10, его самый высокий рейтинг в сезоне, написав, что «Драконов на этой неделе не было, но „Игра престолов“ дала нам что-то из самого лучшего когда-либо сделанного материала.»

### Награды
Эпизод выиграл премию «Эмми» за лучший грим (несложный) в однокамерном сериале на 65-й церемонии творческой премии «Эмми».
| Год  | Награда                              | Категория                                      | Номинант(ы)                     | Результат |
| ---- | ------------------------------------ | ---------------------------------------------- | ------------------------------- | --------- |
| 2013 | Творческая премия «Эмми»             | Лучший грим в однокамерном сериале (несложный) | Пол Энгелен и Мелисса Лэкерстин | Победа    |
| 2014 | Американское общество кинооператоров | Одночасовой эпизодный телесериал               | Анетт Хелльмигк                 | Номинация |